# Arp 107

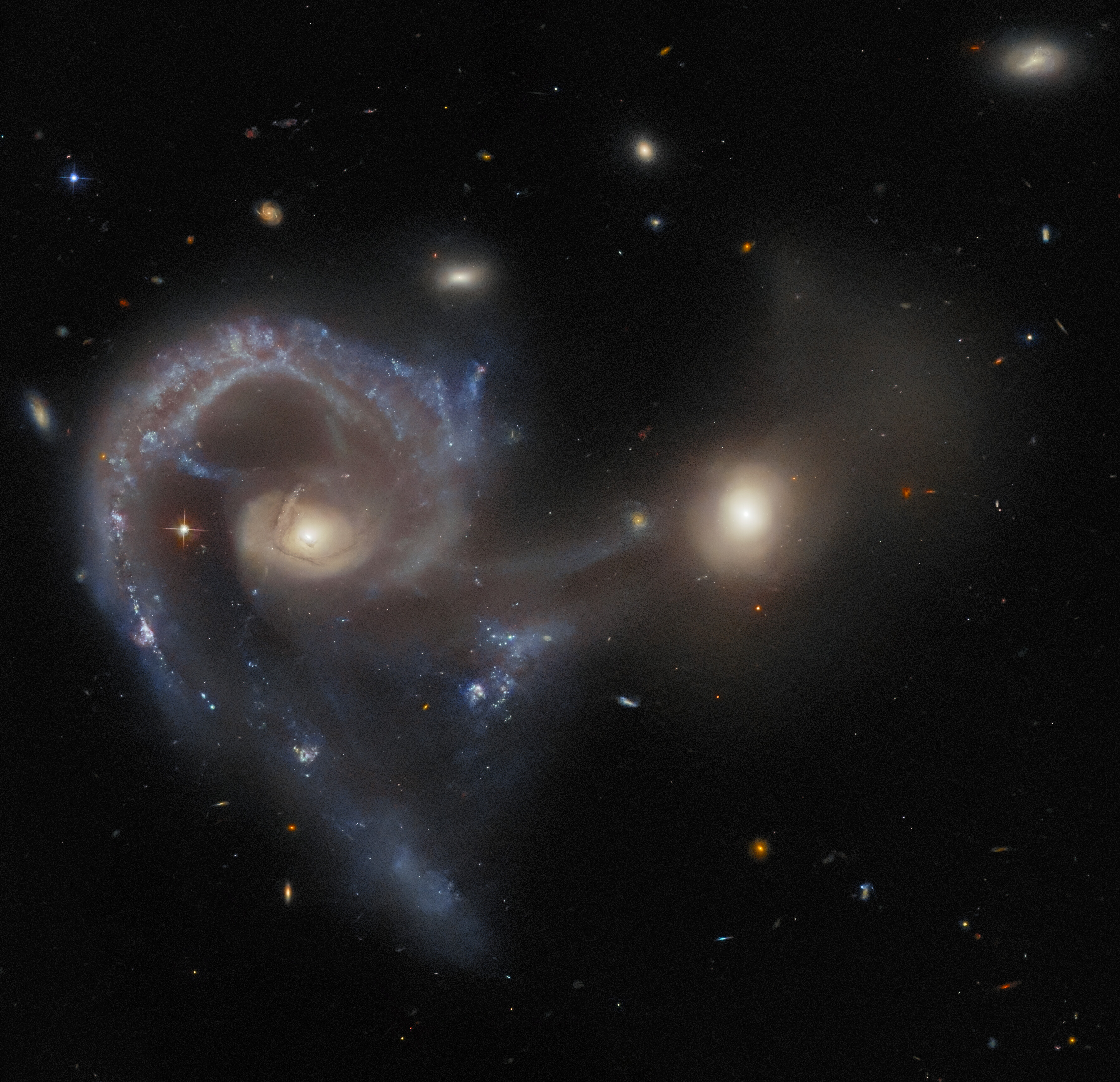
Grup de galàxies Arp 107 observades pel telescopi Hubble.

Arp 107 és un grup de galàxies situada a uns 450 milions d'anys llum en la constel·lació del Lleó Menor. Estan en el procés de col·lidir i ajuntar-se.